# قسم كوركا الريفي (مقاطعة آستانة أشرفية)
قسم كورکا الريفي (بالفارسية: دهستان گورکا) هي منطقة سكنية تقع في إيران في قسم. يقدر عدد سكانها بـ 12,936 نسمة .